# 温迪·格鲍尔
温迪·格鲍尔·帕拉迪诺（英語：Wendy Gebauer Palladino，1966年12月25日—），美国女子足球运动员，司职前锋。她曾代表美国国家队参加1991年国际足联女子世界杯，结果队伍获得冠军。